# Émile-Guillaume Léonard
Émile-Guillaume Léonard (Aubais, 30 luglio 1891 – Saint-Cloud, 11 dicembre 1961) è stato uno storico, paleografo, archivista accademico francese, specializzato in storia del Protestantesimo.
Per vari anni è stato il rettore dell'École pratique des hautes études.

## Biografia
Dopo aver frequentato il liceo di Montpellier e il Louis-le-Grand di Parigi, nel 1911 si iscrisse all'École nationale des chartes, ma a seguito dello scoppio della prima guerra mondiale dovette interrompere gli studi per arruolarsi nel'esercito francese. Ferito gravemente durante la battaglia di Verdun, subì danni permanenti a un braccio che comunque non fermarono la sua attività accademica posteriore. L'amico Guillaume Apollinaire, conosciuto durante il conflitto, gli dedicò la poesia À Nîmes.
Finita la guerra, riprese gli studi e nel 1919 discusse la tesi intitolata Étude sur les chancelleries et la diplomatie des comtes de Toulouse (804-1209) ("Studi sulle cancellerie e sulla diplomazia dei conti di Tolosa dall'804 al 1209"), conseguendo a pieni voti la qualifica di archivista paleografo.
Nei tre anni seguenti collaborò con la Scuola Francese di Roma, effettuando ricerche sulla presenza angioina nell'Italia medievale. Dal 1922 al 1927, diresse la sezione dedicata ai manoscritti della Biblioteca nazionale di Francia, occupandosi in particolare della catalogazione dei fondi archivistici relativi alla storia del Protestantesimo e del Nouveau d'Hozier, l'archivio dei manoscritti sulle origini della nobiltà francese raccolti dal genealogista Ambroise Louis d'Hozier, che la biblioteca aveva acquisito alla sua morte nel 1841. Dal 1927 al 1934, le ricerche proseguirono con una permanenza presso l'Istituto Francese di Napoli.
Nel frattempo, nel 1932 aveva conseguito il dottorato in lettere con una dissertazione dal titolo La jeunesse de Jeanne Ire de Naples reine de Naples, comtesse de Provence ("Gli anni giovanili di Giovanna I di Napoli, regina di Napoli, contessa della Provenza"), seguita da una dissertazione complementare Catalogue des actes des comtes de Toulouse ("Catalogo degli atti dei conti di Tolosa").
Di ritorno in Francia, fu subito nominato ordinario di storia medievale e della Normandia presso l'Università di Caen, dove insegnò dal '34 al '40, quando ottenne la cattedra di storia medievale a Aix-en-Provence che occupò per gli otto anni successivi. In tale periodo, pubblicò alcune monografie sulla  persecuzioni religiose ordinate dal re Luigi XIV ad Aubais e sulla storia del Protestantesimo nella Francia del XVIII secolo.
Nel 1948, divenne rettore dell'École Pratique des Hautes Etudes e nel '61 succedette a Lucien Febvre come titolare della docenza di storia della Riforma e del protestantesimo afferente al Dipartimento di Scienze Religiose, dando alle stampe nei tre anni successivi i tre volumi della Histoire générale du protestantisme ("Storia generale del protestantesimo").
A quattro anni dalla morte di René Grousset, nel' 56, divenne il curatore della sezione di storia universale della collana Bibliothèque de la Pléiade, pubblicata dall'editore Gallimard. Dal '58 al 1960, insegnò all'Università di san Paolo, finché venne promosso a docente di storia della Chiesa presso la Facoltà libera di teologia riformata di Aix-en-Provence.

## Opere
- Histoire de Jeanne Ière, reine de Naples, comtesse de Provence (1343-1382) :
  - Tomi 1 (730 pp.) e 2 (600 pp.): La jeunesse de la reine Jeanne, 1932,
  - Tomo 3 (726 pp.) Le règne de Louis de Tarente, 1937, Monaco e Parigi relazione di J. Calmette in  Annales du Midi, 1938
- Histoire générale du protestantisme, PUF, Parigi, 1961-1964 (ristampa nella serie Quadrige, nel 1988):
  - Tomo 1 : La Réformation, (1961)
  - Tomo 2 : L'Établissement (1564-1700), 1961
  - Tomo 3 : Déclin et renouveau : XVII-XX, 1964 (pubblicato postumo)
- Le Protestant français, PUF, Parigi, 1953, pp. 316
- L'Armée et ses problèmes au XVIIIe, Plon, serie Civilisations d'hier et d'aujourd'hui, 1958
- Histoire de la Normandie, serie Que sais-je ?, n. 127, PUF, 1945
- Histoire du protestantisme, serie Que sais-je ?, n. 427, PUF, 1950
- Les Angevins de Naples, Parigi, Presses universitaires de France, 1954,  p. 575, OCLC 931112837.
- Mon village sous Louis XV, Dito, Parigi, PUF, 1984,  p. 351, ISBN 9782130385431.
- La Résistance protestante en Normandie au XVIII in Cahiers des Annales de Normandie, n.34, 2005, pp. 1–128
- Émile-Guillaume Léonard, René Grousset, Histoire universelle, Encyclopédie de la Pléiade, 1957, 3 voll.

È== Premi e riconoscimenti ==
- Croix de guerre 1914-1918[6];
- Medaglia militare[6];
- 1933 : Premio Gobert dell'Académie des inscriptions et belles-lettres per la tesi intitolata Jeanne Ire reine de Naples;
- 1954: cavaliere della Legion d'onore[6];
- 1959: dottorato honoris causa, conferito dalla Facoltà di Teologia Protestante dell'Università di Montpellier[7];
- dottorato honoris causa in teologia da parte della Libera Università di Amsterdam[7].